# Patrick Flanagan
Pour les articles homonymes, voir Flanagan.
Patrick Flanagan (? - ?) fut un ancien athlète et tireur à la corde américain. Il a participé aux Jeux olympiques de 1980 et remporta la médaille d'or avec l'équipe américaine Milwaukee Athletic Club.